# Берёза карликовая
Берёза ка́рликовая, берёза малоро́слая, или берёза ка́рличная (лат. Bétula nána), — вид растений рода Берёза (Betula) семейства Берёзовые (Betulaceae).

## Терминология
В русском языке также встречаются названия ёрник, ерник, берёзовый ерник, берёзовый стланик, сланец, берёзовый стланец, ерник-сланец, карла, ера.

## Ботаническое описание
Листопадный сильно ветвистый кустарник высотой 20–70 (до 120) см, с приподнимающимися или распростёртыми побегами. Молодые побеги густо бархатистые или пушистые, позже почти голые, с тёмно-коричневой или красновато-тёмно-бурой корой.
Листорасположение — очерёдное. Листья округлые, редко округло-овальные, длиной 5–15 мм, шириной 10–20 мм, у основания округлые или, часто, широко-клиновидные, с закруглённой верхушкой, ширококлиновидным основанием, с притупленными зубчатыми краями. Сверху листья тёмно-зелёные, глянцевые, снизу светло-зелёные и рассеянно пушистые; в молодом возрасте клейкие. Черешки короткие, длиной 4–6 мм.
Цветки мелкие, невзрачные, однополые. Тычиночные серёжки сидячие, прямостоячие, длиной 5–15 (до 20) мм, диаметром 1,5–2 мм, с жёлтыми пыльниками. Пестичные — на коротких опушённых ножках, овальные или удлинённо-яйцевидные, светло-коричневые, длиной 5–8 (при плодах до 12) мм, диаметром 3–5 (при плодах до 6) мм. Прицветные чешуйки длиной 2,5–3 мм, с тремя вверх направленными, линейно-продолговатыми, слабо реснитчатыми долями.
Плод — мелкий эллиптический орешек длиной 2 мм, шириной 1 мм, с очень узкими перепончатыми крыльями по бокам.
Цветёт до распускания листьев. Плодоношение в апреле — июне.

## Распространение и экология

На переднем плане — карликовая берёза. На заднем плане —. Норвегия, 1000 м над уровнем моря

Ареал вида охватывает практически всю территорию Европы, кроме крайне южных районов, и практически всю территорию Канады. На территории России растёт на севере европейской части России, в Западной Сибири и Якутии, Чукотке, на Камчатке.
Вне севера её можно найти в горах выше 300 м, она встречается в горах до 835 м в Шотландии и до 2200 м в Альпах.
Берёза образует сплошные заросли в арктической тундре, в альпийском поясе, на моховых сфагновых или гипновых болотах в лесной зоне, называемые ёрниками.

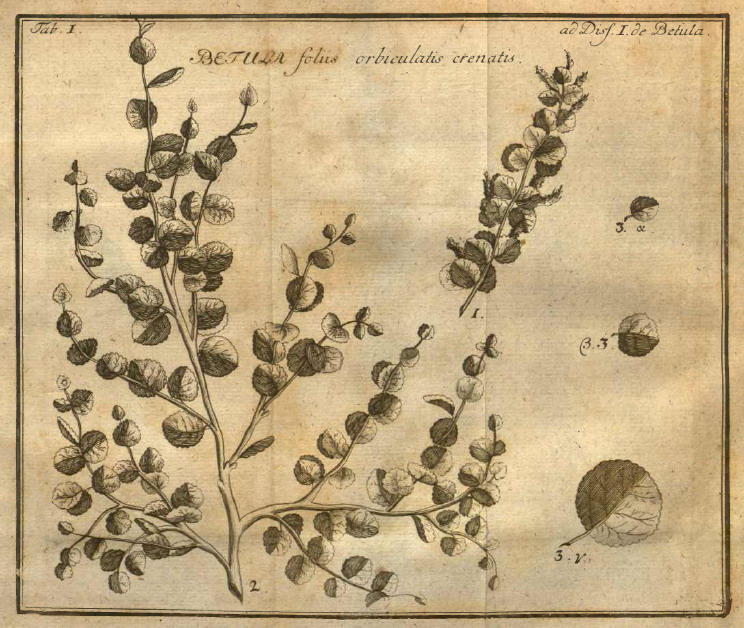
из книги Карла Линнея Amoenitates academicae…, том 1, 1749—1769. таблица 1.

## Значение и применение
Ценный, хорошо поедаемый, питательный и дающий большие запасы в южных частях тундровой зоны корм. Хорошо поедается северным оленем (Rangifer tarandus) весной и летом, к осени поедаемость падает, но при отсутствии лучших кормов поедаются опавшие листочки осенью и зимой из-под снега. При питании исключительно этой берёзой у оленей наблюдаются запоры. В целом поедаемость ниже, чем у ив и разнотравья. Хорошо поедается козой. Сережки и почки поедаются куропаткой. Молодая листва ранней весной поедается европейским лосём (Alces alces).

## Классификация

### Таксономия[12]
Betula nana L., 1753,  Sp. Pl.: 983
Вид Берёза карликовая относится к роду Берёза (Betula) семейства Берёзовые (Betulaceae) порядка Букоцветные (Fagales). Кладограмма в соответствии с Системой APG IV по состоянию на июнь 2023 года:
|  |                                      |  |                                   |                                   |                     |  | ещё 6 семейств | ещё 6 семейств |                       |  |  |  | еще 88 подтвержденных видов и 81 таксон, ожидающих подтверждения |
|  |                                      |  |                                   |                                   |                     |  | ещё 6 семейств | ещё 6 семейств |                       |  |  |  | еще 88 подтвержденных видов и 81 таксон, ожидающих подтверждения |
|  |                                      |  |                                   | порядок Букоцветные               |                     |  |                |                | род Берёза            |  |  |  |                                                                  |
|  |                                      |  |                                   | порядок Букоцветные               |                     |  |                |                | род Берёза            |  |  |  |                                                                  |
|  | отдел Цветковые, или Покрытосеменные |  |                                   |                                   | семейство Берёзовые |  |                |                | вид Берёза карликовая |  |  |  |                                                                  |
|  | отдел Цветковые, или Покрытосеменные |  |                                   |                                   | семейство Берёзовые |  |                |                |                       |  |  |  |                                                                  |
|  |                                      |  | ещё 63 порядка цветковых растений | ещё 63 порядка цветковых растений |                     |  |                | ещё 5 родов    | ещё 5 родов           |  |  |  |                                                                  |
|  |                                      |  |                                   | ещё 63 порядка цветковых растений |                     |  |                |                | ещё 5 родов           |  |  |  |                                                                  |

### Представители
В некоторых более ранних классификациях выделялись подвиды, которые сейчас включены в состав вида без статуса самостоятельных:
- Betula nana subsp. nana
- Betula nana subsp. exilis (Sukaczev) Hultén [syn. Betula exilis Sukaczevbasionym]

У номинативного подвида молодые побеги опушённые, но не клейкие; листья длиннее (до 2,5 см), обычно длина и ширина примерно одинаковы. Распространён подвид в северо-западной части Азии, Европы (южнее — в Альпах на больших высотах), в Гренландии, на острове Баффинова Земля (Канада).
У подвида Betula nana subsp. exilis молодые побеги неопушённые или имеют отдельные разбросанные волоски, клейкие. Листья короче (не более 12 мм длины), часто ширина больше длины. Распространён подвид в северо-восточной части Азии, на севере Северной Америки (Аляска, Канада).

### Синонимы
- Alnus nana  Clairv.
- Betula crenata  Rydb. ex Butler
- Betula glandulosa f. intermedia  Kurtz
- Betula littelliana  Tuck.
- Betula nana f. magnifolia  Hartz
- Betula nana f. reducta  (Hultén) B.Boivin
- Betula nana subsp. nana
- Betula nana subsp. relicta  (Th.Fr. ex Gürke) Nyman
- Betula nana subsp. tundrarum  (Perf.) Á.Löve & D.Löve
- Betula nana var. borealis  Regel
- Betula nana var. europaea  Ledeb.
- Betula nana var. flabellifolia  Hook.
- Betula nana var. intermedia  Regel
- Betula nana var. macrophylla  Kindb.
- Betula nana var. reducta  Hultén
- Betula nana var. relicta  Th.Fr. ex Gürke
- Betula nanaeformis  Lindeb. ex Kindb.
- Betula tundrarum  Perfiljev
- Betula viminea  Kindb.
- Betula viminea var. serrulata  Kindb.
- Chamaebetula acutifolia  Opiz
- Chamaebetula nana  Opiz